# 1399 هـ
1399 هـ هي سنة في التقويم الهجري امتدت مقابلةً في التقويم الميلادي بين سنتي 1978 و1979.

## أحداث

### ربيع الأول
- 3 ربيع الأول - روح الله الموسوي الخميني يصل إلى العاصمة الإيرانية طهران بعد غياب في المنفى استمر 15 عامًا.
- 13 ربيع الأول - انهيار الدولة البهلوية وإعلان انتصار الثورة الإسلامية في إيران بقيادة روح الله الخميني.

## مواليد
- 12 صفر - سيتي نورهاليزا
- 20 صفر - ياسر الحبيب
- 15 رمضان - واصل صفوان العنتبلي
- أحمد عيسى (مؤلف)
- فهد مطر المطيري
- محمد بن فيصل بن سعود آل سعود
- هيا الشعيبي
- سعد علوش

## وفيات
- إبراهيم الياسين
- بديع الزمان الكردستاني
- جورج صيدح
- رشيد الخطيب الموصلي
- عبد السلام القدوائي الندوي
- عبد العلي بدره اي
- عبد الكريم جرمانوس
- محمد جميل بيهم
- محمود عبد الرحمن الشقفة
- موسى الزنجاني
- أبو الأعلى المودودي
- بنت الهدى
- 10 شعبان - كاظم الصحاف
- 27 رمضان - عبد المهيمن أبو السمح إمام الحرم المكي (1369 هـ - 1388 هـ)
- 27 محرم - فيليب حتي مؤرخ لبناني